# Inmigración ecuatoriana en México
La comunidad ecuatoriana en México está conformada por comerciantes, empresarios, artistas plásticos, estudiantes, deportistas (en especial futbolistas) y académicos. El grupo más representativo es aquel que proviene de Otavalo, el cual se encuentra compuesto en su mayoría por amerindios de lengua quechua, quienes se desempeñan principalmente como comerciantes de artesanías y productos textiles. Algunos ecuatorianos que desean cruzar de México a los Estados Unidos, al ser fallidos sus intentos, se quedan permanentemente en suelo mexicano. Los ecuatorianos se han concentrado en la Ciudad de México y en los municipios metropolitanos del Estado de México. De acuerdo con los datos publicados por el censo 2020 del INEGI, hay 3.995 ecuatorianos radicando en México. Sus principales destinos son la Ciudad de México, Estado de México, Nuevo León, Jalisco y Querétaro.

## Relaciones diplomáticas de Ecuador en México
La embajada de Ecuador en México no solo se encarga de proteger a los ciudadanos ecuatorianos que residen en el país de manera temporal o definitiva; también, a través de varias organizaciones civiles, se ha solidarizado con programas para luchar en contra de la pobreza y la protección de migrantes en su paso por el país rumbo a los Estados Unidos.
- Embajada de Ecuador en México, Ciudad de México.
- Consulado-General en Guadalajara, Jalisco.
- Consulado-General en Tapachula, Chiapas.

## Flujos Migratorios
| 1895 | 87    |
| 1900 | 76    |
| 1910 | 116   |
| 1921 | 99    |
| 1930 | 112   |
| 1970 | 804   |
| 1980 | 2.188 |
| 1990 | 2.973 |
| 2000 | 3.749 |
| 2010 | 2.669 |
| 2020 | 3.995 |

Fuente: Estadísticas históricas de México 2009